# Aero Express Del Ecuador
Aero Express del Ecuador (TransAm) Ltda är ett ecuadorianskt fraktflygbolag med sina huvudkvarter i Guayaquil, Ecuadors största stad.  Flygbolaget ägs av Deutsche Post World Net och hjälper till med dess program för planläggning och utförande av transporter och underhåll. "José Joaquín de Olmedo International Airport" i Guayaquil är flygbolagets huvudflygplats..
De grundades och etablerade sig 1991 och hette då "Trans Am Aero Express del Ecuador"

## Flotta
Aero Express Del Ecuadors flotta består av 1 ATR 42-300 (cn 081) med tillhörande PW121 motorer. Planet är registrerat som HC-CDX. Tidigare använde man ett Dassault Falcon 20-plan.